# بطولة العالم للسيكلو كروس 2022 - سباق النخبة للرجال
بطولة العالم للسيكلو كروس 2022 - سباق النخبة للرجال هو سباق دراجات هوائية من فئة بطولة العالم، وهو الموسم الثالث والسبعين من بطولة العالم للسيكلو كروس – سباق نخبة الرجال ‏، وأقيم في 30 يناير 2022، وشارك فيه 36 متسابقاً.
فاز بالمركز الأول توم بيدكوك، وبالمركز الثاني Lars van der Haar ‏، وبالمركز الثالث Eli Iserbyt ‏.

## الفائزون
| الترتيب | الفائز             |
| ------- | ------------------ |
| الفائز  | توم بيدكوك         |
| الثاني  | Lars van der Haar ‏ |
| الثالث  | Eli Iserbyt ‏       |